# Ясногоровка
Ясногоровка (укр. Ясногорівка; до 2024 года — Красногоровка, укр. Красногорівка) — село в Покровском районе Донецкой области Украины.
Население по переписи 2001 года составляло 526 человек.
В Ясногоровке находится храм Казанской иконы Божией Матери Авдеевского благочиния донецкой епархии украинской православной церкви Московского патриархата.